# Gnophodes magniplaga
Gnophodes magniplaga är en fjärilsart som beskrevs av Francis Arthur Heron 1909. Gnophodes magniplaga ingår i släktet Gnophodes och familjen praktfjärilar. Inga underarter finns listade i Catalogue of Life.